# رسول نویدکیا
رسول نویدکیا (زادهٔ ۳۰ آذر ۱۳۶۲ در اصفهان) بازیکن بازنشسته فوتبال اهل ایران است که در باشگاه سپاهان در لیگ برتر بازی می‌کرد. او برادر کوچک محرم نویدکیا است.

## افتخارات
باشگاهی
- لیگ برتر
- قهرمانی در لیگ برتر فوتبال ایران ۹۴–۱۳۹۳ به همراه تیم سپاهان اصفهان
- نایب قهرمانی در لیگ برتر فوتبال ایران ۹۸–۱۳۹۷ به همراه تیم سپاهان اصفهان

فردی
- بازیکن اخلاق در لیگ برتر فوتبال ایران ۹۳_۱۳۹۲